# Departamento de Imperial
| Departamento de Imperial  | Departamento de Imperial              |
| ------------------------- | ------------------------------------- |
| Cabecera:                 | Nueva Imperial                        |
| Superficie:               | km²                                   |
| Habitantes:               | hab                                   |
| Densidad:                 | hab/km²                               |
| Comunas/ Subdelegaciones: | - Nueva Imperial - Carahue - Saavedra |
| Ubicación                 |                                       |
|                           |                                       |

| Departamento de Imperial | Departamento de Imperial |
| ------------------------ | --- |
| Cabecera:                | Toltén (1869-1887) Nueva Imperial (1887) |
| Superficie:              | km² |
| Habitantes:              | hab |
| Densidad:                | hab/km² |
| Subdelegaciones:         | En 1879: - 1ª, Toltén - 2ª - 3ª, Pitrufquén - Queule En 1887: - 1ª, Nueva Imperial - 2ª, Cholchol - 3ª, Misiones† - 4ª, Tirúa Posteriormente - 1ª, Nueva Imperial - 2ª, Cholchol - 3ª, Misiones† - 4ª, Boroa - 5ª, Tirúa - 6ª, Carahue |
| Municipalidades:         | - capital departamental: - Toltén(1875-1887) - Nueva Imperial (1887) - otras municipalidades (1891) - Bajo Imperial (1891) - Imperial (1891) - Carahue                                                                                 |
| Ubicación                | |
|                          | |

El Departamento de Imperial es una antigua división territorial de Chile, que pertenecía a la Provincia de Arauco. La cabecera del departamento fue Toltén. Fue creado el 15 de julio de 1869 como un Departamento de Colonización, junto con el Departamento de Lebu y el Departamento de Angol.
Con la ley de 13 de octubre de 1875, la antigua Provincia de Arauco se divide en tres:
- se crea la nueva Provincia de Arauco, integrada por el Departamento de Lebu, el Departamento de Arauco y el Departamento de Imperial, que se ubican poniente de la Cordillera de Nahuelbuta;
- se crea la Provincia de Biobío, integrada por el Departamento de La Laja, Departamento de Nacimiento, y Departamento de Mulchén creado con esa ley, ubicados al oriente de la Cordillera de Nahuelbuta; y
- se crea la Territorio de Colonización de Angol, integrada por el Departamento de Angol, ubicado al oriente de la Cordillera de Nahuelbuta.

En 1875, con la creación del Departamento de Imperial, es nombrado como gobernador de Imperial, don Orozimbo Barboza, en cuyo gobierno se crea la Municipalidad de Toltén.
Con la Ley del 12 de marzo de 1887 se crea la Provincia de Cautín, partir del Departamento de Imperial proveniente de la Provincia de Arauco y la parte sur del Territorio de Colonización de Angol. La nueva provincia queda integrada por el Departamento de Temuco creado por esta ley y el Departamento de Imperial. Así, se modifican los límites de departamento de Imperial: Las subdelegaciones 1ª, Toltén; 3ª, Pitrufquen y Queule, pasan a formar parte del Departamento de Valdivia. La nueva capital departamental es Nueva Imperial.
El 30 de diciembre de 1927, con el DFL 8582, se modifica los límites: El nuevo departamento de Imperial estará formado por territorio de las antiguas subdelegaciones 1ª, Nueva Imperial; 3ª, Misiones; 4ª, Boroa; 5ª, Tirúa y 6ª, Carahue, del antiguo departamento de Imperial.
La antigua subdelegación 2ª, Cholchol, del antiguo departamento de Imperial será parte del nuevo departamento de Lautaro.
Con el DFL 8583, se definen los límites de las comunas y subdelegaciones del departamento.

## Límites
El Departamento de Imperial limitaba:
- al norte con el Departamento de Lebu, y desde 1887, con el Departamento de Cañete.
- Al oeste con la Océano Pacífico
- al sur con el Departamento de Valdivia
- al este con el Departamento de Angol, y luego Departamento de Temuco

Desde 1934 el Departamento de Lebu limitaba:
- al norte con el Departamento de Arauco y Departamento de Lautaro
- al oeste con el Océano Pacífico
- al sur con el Departamento de Villarrica
- Al este con la Departamento de Temuco

## Administración

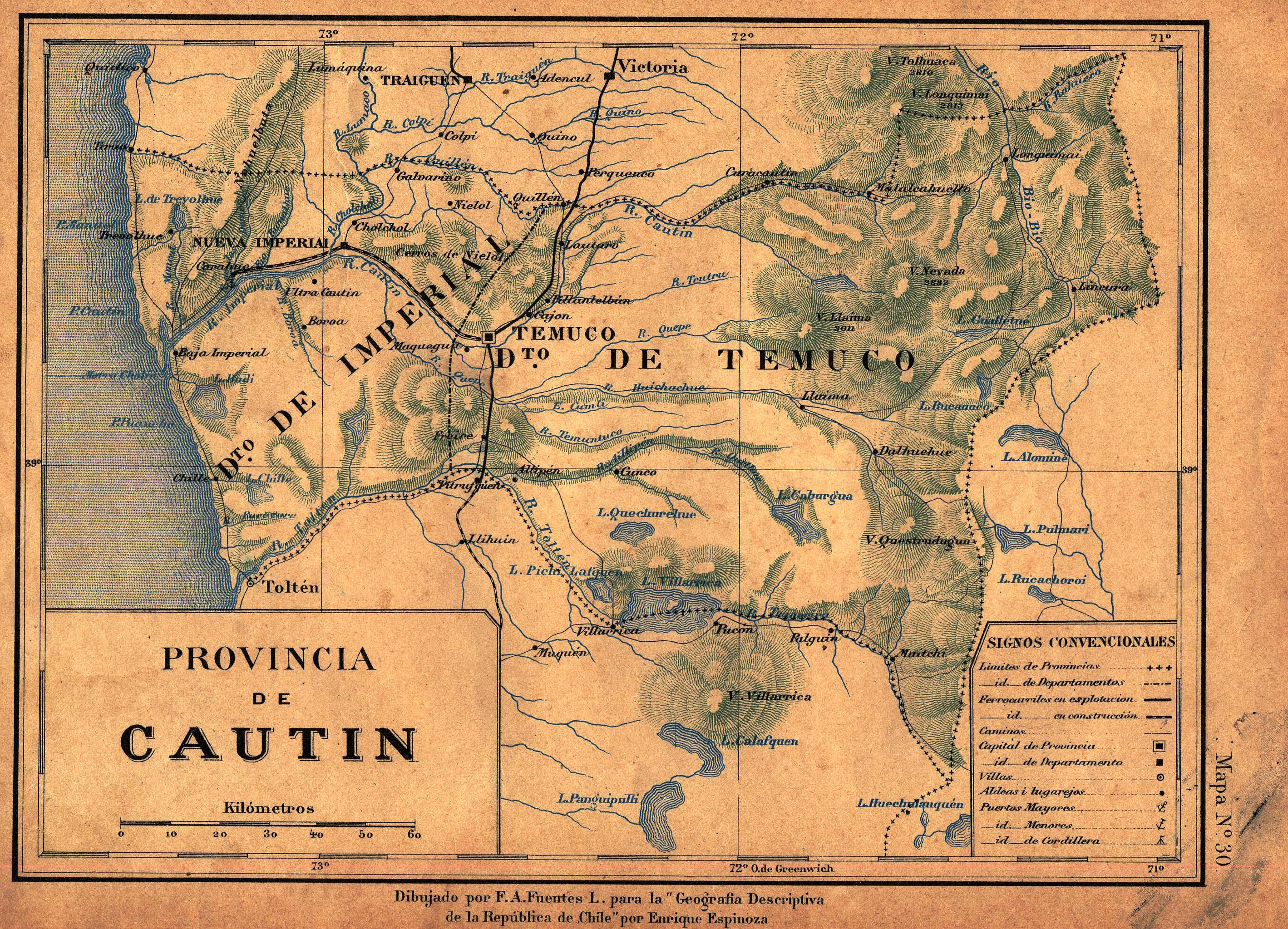
Departamento de Imperial en 1897.

En 1869, se crea el Departamento de Colonización de Imperial. Toltén fue la cabecera del departamento entre 1869 y 1887.
Con la ley de 13 de octubre de 1875, se crea el Departamento de Imperial, y es nombrado gobernador a don Orozimbo Barbosa.
La Ilustre Municipalidad de Toltén se encargaba de la administración local del departamento con sede en Toltén, en donde se encontró la Gobernación Departamental de Imperial hasta 1887.
El 7 de mayo de 1876, sesiona por primera vez, la Ilustre Municipalidad de Toltén, que se encargaba de la administración local del departamento, con sede en Toltén.
Con la ley de 12 de marzo de 1887, la cabecera departamental pasa a ser Nueva Imperial, a donde se traslada la Gobernación Departamental de Imperial. La Ilustre Municipalidad de Nueva Imperial se encarga de la administración local con sede en Nueva Imperial,
Con el Decreto de Creación de Municipalidades del 22 de diciembre de 1891, se crean las siguientes municipalidades con sus sedes y cuyos territorios son las subdelegaciones detalladas a continuación:
| Municipalidad Sede            | Subdelegaciones    |
| ----------------------------- | ------------------ |
| Nueva Imperial                | 1ª, Nueva Imperial |
| Nueva Imperial                | 2ª, Cholchol       |
| Bajo Imperial† Bajo Imperial† | 3ª, Misiones††     |
| Imperial                      | 4ª, Tirúa          |

† Según el Decreto de Creación de Municipalidades, aparece nombrada como Carahue, sin embargo, Carahue corresponde el 2° Distrito de la 1ª subdelegación de Nueva Imperial. Esto es corroborado en el censo de 1907.
†† A esta subdelegación se le llama alternativamente Imperial Bajo
Posteriormente se crea la Municipalidad de Carahue que administra el 2° Distrito de Carahue, de la 1ª subdelegación de Nueva Imperial.
Con al Constitución de 1925, forma parte de la Vigésima Primera Agrupación Departamental: Temuco, Lautaro, Imperial y Villarrica, a la que se suma el Pitrufquén posteriormente.

## Subdelegaciones
Las subdelegaciones cuyos límites asigna el Decreto del 3 de octubre de 1879, son las siguientes:
- 1ª, Toltén
- 3ª, Pitrufquén
- Queule

Las subdelegaciones cuyos límites asigna el decreto del 1° de septiembre de 1887, son las siguientes:
| Subdelegación      | Distrito                     |
| ------------------ | ---------------------------- |
| 1ª, Nueva Imperial | 1°, Nueva Imperial           |
| 1ª, Nueva Imperial | 2°, Carahue                  |
| 1ª, Nueva Imperial | 3°, Boroa                    |
| 2ª, Cholchol       | 1°, Cholchol                 |
| 3ª, Misiones       | 1°, Misiones o Bajo Imperial |
| 3ª, Misiones       | 2°, Chelle                   |
| 4ª, Tirúa          | 1°, Tirúa                    |
| 4ª, Tirúa          | 2°, Moncul                   |

Elaborado a partir de: Memoria presentada al Supremo Gobierno por la Comisión Central del Censo, 1907, Santiago, Chile.
Posteriormente:
- 1ª, Nueva Imperial
- 2ª, Cholchol
- 3ª, Misiones
- 4ª, Boroa
- 5ª, Tirúa
- 6ª, Carahue

## Comunas y Subdelegaciones (1927)
De acuerdo al DFL 8583 del 30 de diciembre de 1927, en el nuevo Departamento de Imperial, se crean las siguientes comunas y subdelegaciones:
- Nueva Imperial, que comprende las antiguas subdelegaciones 1.a Nueva Imperial y 4.a Boroa.
- Carahue, que comprende la antigua subdelegación 6.a Carahue.
- Saavedra, que comprende las antiguas subdelegaciones 3.a Misiones y 5.a Tirúa.

Así, se suprime la Comuna de Imperial, que pasa a formar parte de la nueva comuna-subdelegación de Saavedra.